# دونگ ژئو
دونگ ژئو () (حدود ۱۴۰ –۲۲ مه ۱۹۲) با نام محترم ژونگ‌یینگ، ژنرال نظامی، سیاستمدار و جنگ سالار چینی بود که در اواخر سلسله هان شرقی زندگی می‌کرد. در پایان سلطنت هان شرقی، دونگ ژئو صدراعظم قدرتمند دولت امپراتوری بود. دونگ ژئو که اصالتاً اهل استان لیانگ بود، در سال ۱۸۹، زمانی که پس از مرگ امپراتور لینگ هان و قتل‌عام جناح خواجه توسط مقامات دربار به رهبری ژنرال هو جین، کشور وارد وضعیت آشوب شد، کنترل پایتخت امپراتوری، لوئویانگ را به دست گرفت. 
دونگ ژئو متعاقباً لیو بیان (امپراتور شائو هان) را برکنار کرد و برادر ناتنی‌اش، امپراتور شیان را جایگزین او کرد تا او را به نام پسر امپراتور، حاکم واقعی چین کند. از آن پس، رژیم سلسله هان شرقی فقط به نام باقی ماند.حکومت دونگ ژئو کوتاه بود و با ظلم و ستم حکومت می‌کرد. سال بعد، ائتلافی متشکل از مقامات منطقه ای و جنگ سالاران، مبارزاتی را علیه او به راه انداختند. دونگ ژئو که نتوانست نیروهای ائتلاف را متوقف کند، لوئویانگ را غارت کرد و به سمت غرب به پایتخت سابق هان غربی در چانگان (شی‌آن امروزی، استان شانشی) نقل مکان کرد. او بلافاصله پس از آن در سال ۱۹۲ توسط زیردست خود، لو بو در نقشه ای که توسط وزیر کشور، وانگ یون تنظیم شده بود ترور شد.

## به قدرت رسیدن
پس از مرگ امپراتور لینگ هان در سال ۱۸۹، ژنرال هو جین به دونگ ژئو دستور داد تا نیروهای خود را به لوئویانگ هدایت کند تا به او در از بین بردن جناح قدرتمند خواجه موسوم به ده ملازم کمک کند. قبل از رسیدن دونگ ژئو، هو جین توسط خواجه‌ها ترور شد و پایتخت در یک وضعیت آشفته قرار گرفت. خواجه‌ها لیو بین (امپراتور شائو) را گروگان گرفتند و از لوئویانگ گریختند. ارتش دونگ ژئو خواجه‌ها را رهگیری کرد و امپراتور را به کاخ بازگرداند.
پس از مرگ هو جین، برادر ناتنی هو جین، ژنرال ارابه‌ها و سواره نظام ، هی میائو (何苗) توسط وو کوانگ (吳匡) زیردستان هو جین و دونگ مین برادر دونگ ژئو به دلیل همدستی با جناح خواجه که هو جین را ترور کردند، کشته شد.
پس از ورود به لوئویانگ، دونگ ژئو متوجه شد که ۳۰۰۰ نیروی او با نیروهای متعددی که از پایتخت محافظت می‌کردند، نابرابر هستند. دونگ ژئو به تعدادی از ارتش خود دستور داد که شبانه بیرون بیایند و در سپیده دم دوباره وارد شهر شوند، بنابراین به نظر می‌رسید که او در حال دریافت نیروهای کمکی است. سپس دونگ ژئو فرماندهی نیروهای بدون رهبر هو جین و هو میائو را بر عهده گرفت، لو بو را متقاعد کرد که به صفوف او بپیوندد و خود را به عنوان فرمانده کل معرفی کرد.
در سال ۱۸۹، دونگ ژئو امپراتور شائو را برکنار کرد و لیو شی (امپراتور شیان) را جایگزین او کرد. دونگ ژئو خود را صدراعظم اعلام کرد و رئیس دربار امپراتوری در لوئویانگ شد. با این حال، به قول رافه د کرسپینی، «رفتار دونگ ژئو نسبت به دربار و مقامات امپراتوری قلدرانه، ظالمانه و اغلب خونین بود». این امر، یوان شائو را بر آن داشت تا ارتش ائتلافی را با دیگر مقامات منطقه در مخالفت با قدرت نظامی دونگ ژو تشکیل دهد. : ۴۵۶–۴۵۹ 

## حکومت وحشت
دو ماه پس از انتقال پایتخت، دونگ ژئو عنوان استاد بزرگ را احیا کرد، عنوانی قدیمی که زمانی توسط وانگ مانگ احیا شده بود، اما در هان شرقی کنار گذاشته شد. او برادر کوچکترش دونگ مین را به عنوان ژنرال چپ منصوب کرد و چند تن از خویشاوندان خود را در مناصب رسمی قرار داد.
دونگ ژئو ضیافت‌های مجللی برپا می‌کرد که در طی آن دشمنان اسیر شده را با بریدن دست و پا، برداشتن زبان و کره چشم یا سوزاندن، آنها را شکنجه می‌داد. گفته می‌شود که مخاطبان او درجه بالایی از شکنجه را تجربه کرده‌اند.
برای نقش یوان شائو به عنوان رهبر ائتلاف علیه او، دونگ ژئو کل قبیله یوان در لوئویانگ را از بین برد. در عرض دو سال، هزاران کارمند دولتی به اشتباه متهم و اعدام شدند و تعداد زیادی از مردم عادی ربوده یا کشته شدند. او برای خرید مواد برای توسعه بیشتر ارگ می، ناقوس‌ها و مجسمه‌های برنزی داشت که در میان آن‌ها ۹ تا از دوازده کلوسی فلزی ذوب شده و دوباره به صورت سکه ساخته شده بودند. با این حال، سکه‌ها وزن یکسانی نداشتند و در نتیجه تمام پول نقد مس کاهش یافت. : ۴۶۳ 

## سقوط و مرگ
دونگ ژئو لو بو را به عنوان دست راست خود نگه داشت و به عنوان پدر و پسر سوگند یاد کرد. با این حال، پس از مشاجره ای با لو بو، دونگ ژئو تیشه ای به سمت او پرتاب کرد ولی سلاح به او برخورد نکرد. رابطه لو بو با دونگ ژئو زمانی که لو بو با زنی در حرمسرا ی دونگ ژئو رابطه نامشروع داشت بدتر شد.
در سال ۱۹۲، با تشویق وزیر کشور وانگ یون، لو بو تصمیم خود را برای کشتن دونگ ژئو گرفت. در صبح روز ۲۲ مه ۱۹۲، لو بو در دروازه کاخ با دوجین مرد مورد اعتماد به رهبری کاپیتان سواره نظام، لی سو، به استقبال دونگ ژئو رفت. لی سو جلوتر رفت و دونگ ژو را با چاقو زد. دونگ ژو با فریاد از لو بو خواست تا او را نجات دهد، اما لو بو فقط پاسخ داد: «این یک دستور امپراتوری است» و پس از آن ضربه مهلکی به دونگ ژئو وارد کرد. ثبت شده که جسد دونگ ژئو در حالی که یک فتیله روشن روی ناف او گذاشته بود در خیابان رها شد. فتیله چند روز روی چربی جسد سوخت. گفته می‌شد که نور شعله می‌تواند روزها دوام بیاورد. در دستور ویژه ای آمده بود که هرکس برای جمع‌آوری جسد بیرون می‌رفت کشته می‌شد. با این حال، سه مقام، از جمله کای یونگ، همچنان این دستور را به چالش کشیدند و اعدام شدند. در همین حال، تمام افراد وابسته به قبیله دونگ ژئو، از جمله مادر ۹۰ ساله دونگ ژئو به قتل رسیدند.